# シャルル・コルベール・ド・クロワシー

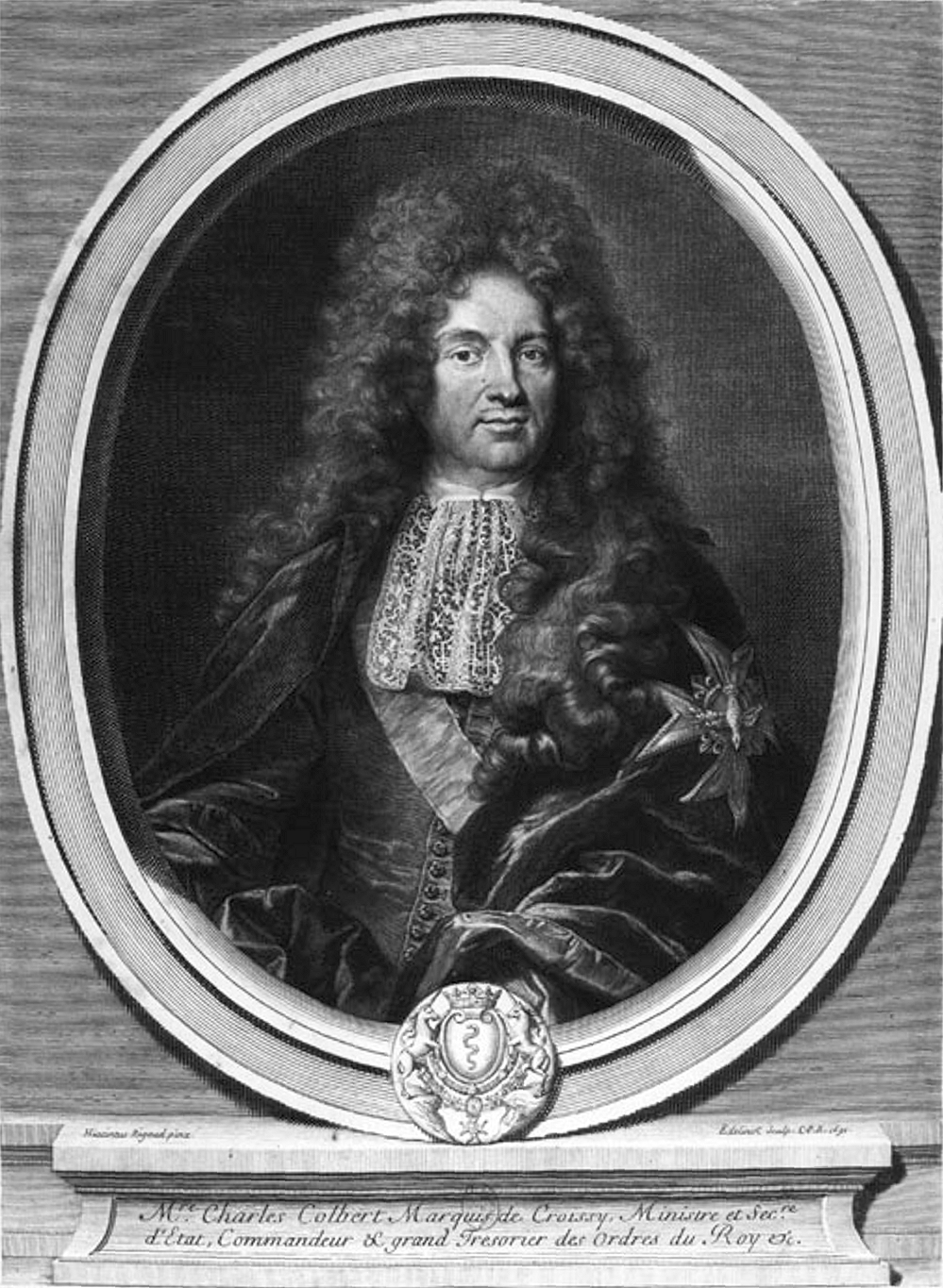
シャルル・コルベール・ド・クロワシー

シャルル・コルベール・ド・クロワシー（フランス語: Charles Colbert de Croissy、1625年 - 1696年7月28日）は、フランス王国の政治家、外交官。フランス王ルイ14世の財務総監ジャン＝バティスト・コルベールの弟で、コルベール家出身。

## 生涯
兄のジャン＝バティスト・コルベールと同じく、陸軍卿ミシェル・ル・テリエの下で政歴をはじめ、1656年にメスの高等法院で顧問職を購入した後、1658年にアルザスのアンタンダンに任命された。アルザスは1648年のヴェストファーレン条約でフランス領になったばかりであり、コルベールはアルザスの改革に取り組まなければならなかった。1659年から1661年にかけては兄が宮廷で支援し続けたことで外交使節としてドイツとイタリアに派遣された。1662年にクロワシー侯爵に叙され、メス高等法院のPrésident à mortierに任命された。
その後は1665年にソワソンの、1666年にアミアンの、1667年にパリのアンタンダンに就任した後、外交畑に集中した。1668年、アーヘン会議でフランス代表を務め、同年8月にロンドン駐在大使に任命され、イングランド王チャールズ2世との同盟条約の交渉を命じられた。彼はドーヴァーでチャールズ2世とその妹ヘンリエッタ・アンとの面会を手配して、ルイーズ・ケルアイユをチャールズ2世の愛人として送り込んでチャールズ2世の信頼を得た結果、ネーデルラント連邦共和国に宣戦布告するよう説得することに成功した（第三次英蘭戦争）。
1676年から1678年にかけてナイメーヘンの和約を交渉して外交官としての名声を高め、さらに兄が1679年に外務卿シモン・アルノー・ド・ポンポンヌを失脚させると、フランス王ルイ14世はクロワシーを外務卿に任命した。クロワシーはすぐにフランスの外交政策の主導権を握り、戦争を通じずに領土併合をはかる統合法廷の設立を提唱した。クロワシーは1658年にアルザスに赴任したときからこの政策を思いついたが、外務卿に就任したことで実行に移し（再統合戦争）、1681年にブランデンブルク選帝侯領と、1683年にデンマーク＝ノルウェーと同盟条約を締結して統合法廷により併合した領土の維持を図った。しかし、1685年のフォンテーヌブローの勅令によりナントの勅令が破棄され、国内が混乱に陥ったため、計画を諦めて1688年からの戦争準備に集中した（大同盟戦争）。1696年7月28日に死去したが、その頃には大同盟戦争の講和交渉が始まっていた。
クロワシーの死後、その文書集はパリのアーカイブに保存された。

## 家族
1664年、裕福な銀行家の娘フランソワーズ・ベロー（Françoise Béraud）と結婚してクロワシーの領地を獲得した。2人は3男4女をもうけた。
- ジャン＝バティスト（1665年 - 1746年） - トルシー侯爵、外務卿
- シャルル＝ジョアシャン（英語版）（1667年 - 1738年） - モンペリエ司教
- マリー・フランソワーズ（1671年 - 1724年）
- ルイ＝フランソワ＝アンリ（1676年 - 1747年） - クロワシー伯爵、軍人、外交官
- シャルロット（1678年 - 1765年）
- マルグリット＝テレーズ（1682年 -1769年）
- オランプ＝ソフィー（1686年 - 1705年）